# 2007年亞洲冬季運動會中華台北代表團
2007年亞洲冬季運動會中華台北代表團是中華民國（台灣）以“中華台北”名義，參與在中國長春和吉林舉行的2007年亞洲冬季運動會。

## 參賽選手
- 高山滑雪：楊鈞池
- 冬季兩項：劉永健、高弋晴
- 花式滑冰：唐文珍、蔡欣蕙
- 短道競速滑冰：陳怡倫、蔡秉原、林玨、劉明賢、黃郁婷、郭佳佩、楊斯涵、張育慈